# São Cristovão do Sul
São Cristovão do Sul är en kommun i Brasilien.   Den ligger i delstaten Santa Catarina, i den södra delen av landet, 1 300 km söder om huvudstaden Brasília. Antalet invånare är 5 019.
I omgivningarna runt São Cristovão do Sul växer i huvudsak städsegrön lövskog. Runt São Cristovão do Sul är det glesbefolkat, med 10 invånare per kvadratkilometer.